# Tamara Trampe
Tamara Trampe (* 4. Dezember 1942 in Woronesch, Sowjetunion; † 4. November 2021 in Berlin) war eine deutsche Filmregisseurin, Autorin und Dramaturgin.

## Leben und Werk
Tamara Trampe wurde im Winter 1942 auf einem Schneefeld in Woronesch während des Zweiten Weltkriegs als Tochter einer ukrainischen Krankenschwester in der Roten Armee und eines Offiziers geboren. Ihre Familiengeschichte erzählte Trampe in ihrem persönlichsten Film Meine Mutter, ein Krieg und ich, der 2014 im Rahmen der 64. Internationalen Filmfestspiele Berlin in der Sektion Panorama Premiere feierte und mit dem Heiner-Carow-Preis ausgezeichnet wurde.
Im Alter von sieben Jahren zog Trampe mit ihrer Mutter in die DDR. In Halle absolvierte sie ihr Abitur. Von 1962 bis 1967 studierte sie Germanistik an der Universität Rostock. Anschließend arbeitete sie mehrere Jahre als Kulturredakteurin bei der Wochenzeitung Forum. 1970 wurde sie Dramaturgin am DEFA-Studio für Spielfilme in Potsdam-Babelsberg. Dort arbeitete sie unter anderem mit Helmut Dziuba, Iris Gusner und Herrmann Zschoche zusammen. Nach der deutschen Wiedervereinigung war sie als freiberufliche Filmemacherin, Autorin und Dramaturgin tätig. Sie übte Lehrtätigkeiten an verschiedenen Filmhochschulen aus. Für mehr als 50 Filmprojekte arbeitete sie als dramaturgische Beraterin. 2007 wurde sie zusammen mit ihrem Partner Johann Feindt für ihren Dokumentarfilm Weiße Raben – Alptraum Tschetschenien mit dem Grimme-Preis ausgezeichnet.
Ab 2016 war Trampe Mitglied der Akademie der Künste Berlin. 2018 wurde sie von der DEFA-Stiftung für ihre herausragenden Leistungen im deutschen Film mit einem Preis bedacht. Im Nachruf würdigte die Akademie der Künste Trampe als „eine der wichtigsten und künstlerisch interessantesten Stimmen im Bereich des Dokumentarfilms“.
Tamara Trampe lebte in Berlin. Sie starb einen Monat vor ihrem 79. Geburtstag.

## Filmografie (Auswahl)
als Regisseurin
- 1986: Ich war einmal ein Kind (Kurzdokumentarfilm)[5]
- 1992: Der schwarze Kasten (Dokumentarfilm)
- 2005: Weiße Raben – Alptraum Tschetschenien (Dokumentarfilm)
- 2010: Wiegenlieder (Dokumentarfilm)
- 2014: Meine Mutter, ein Krieg und ich (Dokumentarfilm)

als Dramaturgin
- 1974: Der Untergang der Emma (Regie: Helmut Dziuba)
- 1978: Der Übergang (Regie: Orlando Lübbert)
- 1979: Alle meine Mädchen (Regie: Iris Gusner)
- 1980: Max und siebeneinhalb Jungen (Regie: Egon Schlegel)
- 1981: Bürgschaft für ein Jahr (Regie: Herrmann Zschoche)
- 1981: Wäre die Erde nicht rund (Regie: Iris Gusner)
- 1983: Einer vom Rummel (Regie: Lothar Großmann)
- 1990: Der Strass (Regie: Andreas Höntsch)
- 1991: Miraculi (Regie: Ulrich Weiß)

Drehbuch
- 1985: Wacher sein und tiefer träumen (Dokumentarfilm)

als Darstellerin
- 1980: Don Juan – Karl-Liebknecht-Str. 78

## Auszeichnungen
- 2007: Grimme-Preis für Weiße Raben – Alptraum Tschetschenien (zusammen mit Johann Feindt)
- 2014: Heiner-Carow-Preis für Meine Mutter, ein Krieg und ich (zusammen mit Johann Feindt)
- 2018: Preis für herausragende Leistungen im deutschen Film der DEFA-Stiftung
- 2021: Ehrenpreis des Verbandes der Deutschen Filmkritik[6]